# 목포시립교향악단
목포시립교향악단(木浦市立交響樂團, City of Mokpo Symphony Orchestra)은 전라남도의 대표적인 관현악단이다. 1982년에 창단된 목포실내악단을 모체로 1983년 7월에 시립교향악단으로 창단되었다.
김연주, 변욱, 2006년에 4대 진윤일, 2015년에 5대 김현수, 2021년에 6대 정헌 등이 상임지휘자를 맡았으며, 2024년에 7대 김동수 상임지휘자가 부임하여 현재 재직중이다. 악장은 공석이며, 주요 공연장은 목포 시민문화체육센터 대극장과 문화예술회관이다.